# 日本茶园

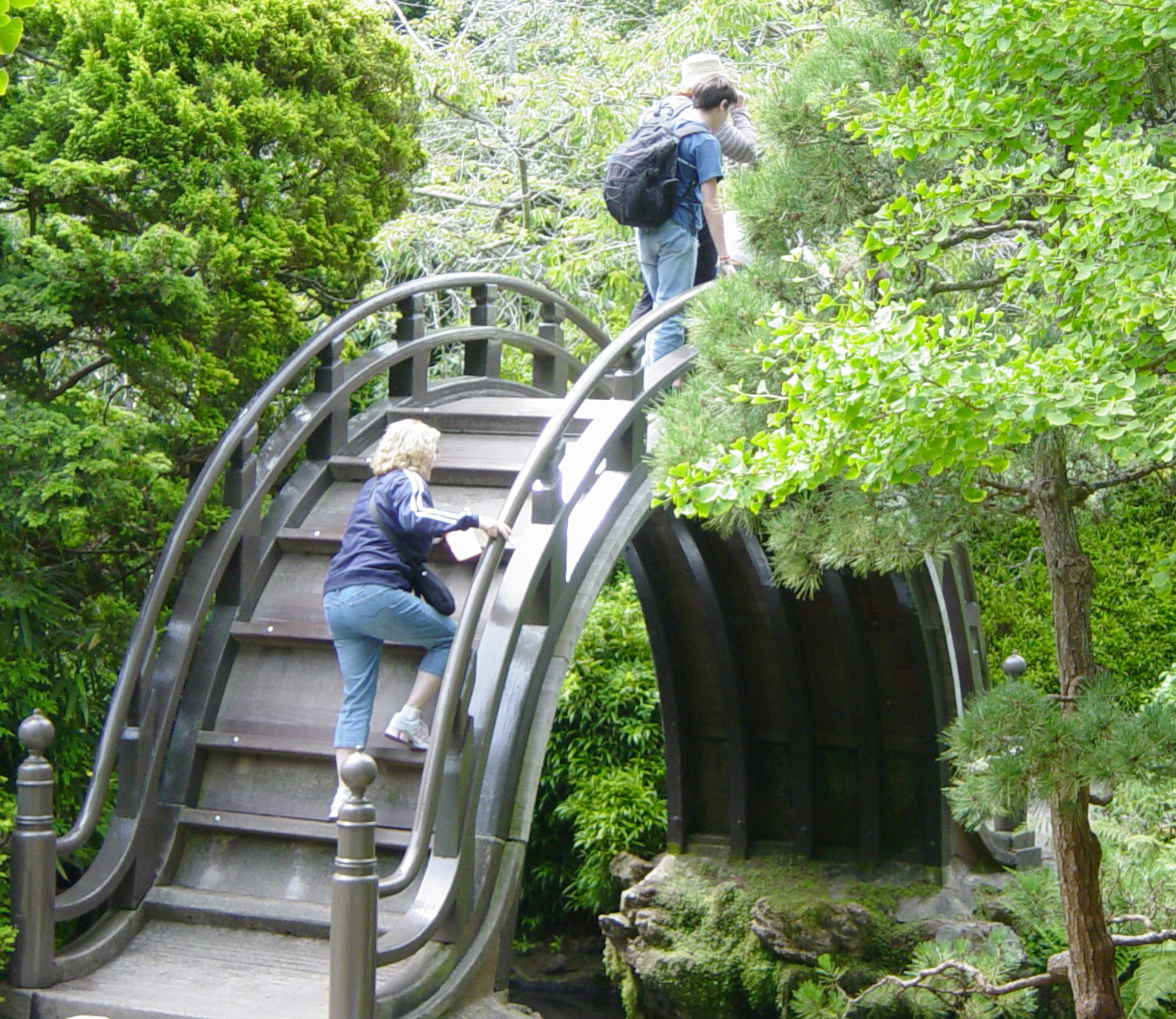
月亮桥

日本茶园（Japanese Tea Garden）是美国旧金山金门公园的一个热门景点，最初为1894年加利福尼亚世界博览会兴建。
日本茶园是美国最古老的日本庭园，占地5英亩（20000平方米），许多小径，池塘，桥梁，和一个茶室，日本和中国植物藏身其中。
幸运饼在美国最早出现在日本茶园。萩原诚的后裔声称将幸运饼从日本介绍到美国。参观花园的游客可以吃到旧金山Benkyodo点心铺制作的幸运饼。现在得知幸运饼在1878年起源于日本。